# Договор о ненападении между Польшей и Советским Союзом
Польско-советский договор о ненападении 1932 года (пол. Pakt o nieagresji Polska - ZSRR) — межгосударственный договор между Польшей и СССР, заключённый в 1932 году. Подписан «с целью развития и дополнений Договора, подписанного в Париже 27 августа 1928», для сохранения мирных отношений между сторонами и мира в Европе. В 1939 году СССР признал этот договор утратившим силу в связи с началом своего вторжения в Польшу.

## Предпосылки
После Советско-польской войны 1919—1921 годов польские власти взяли курс на политику «равноудалённости» от Германии и от СССР. Большинство польских политиков — как правых, так и левых — верило, что Польша должна полагаться только на альянс с Францией, заключённый после Первой мировой войны, и не должна поддерживать своими действиями ни Германию, ни СССР.
Чтобы как-то нормализовать двусторонние контакты с СССР, в январе 1926 года были начаты переговоры по заключению договора о ненападении. Договор должен был закрепить Рижский мир и стал бы балансом аналогичного договора, заключённого с Германией. Однако переговоры с Германией не начались, а сами советско-польские переговоры были прерваны в июне 1927 года, после того как Великобритания прервала дипломатические отношения с СССР, а полномочный представитель (полпред) СССР в Польше Пётр Войков был убит в Варшаве. Вместо этого Польша присоединилась к Пакту Бриана — Келлога 1928 года. Советско-польские переговоры продолжились в 1931 году.

## Подписание
Переговоры о соглашении начались в Москве в 1931 году. Договор был подписан 25 июля 1932 года сначала сроком на 3 года, но уже 5 мая 1934 года продлён до 31 декабря 1945 года. По договору стороны признавали суверенитет, взаимные границы и территориальную целостность друг друга. Таким образом Польша закрепила территориальные приобретения, полученные по Рижскому договору 1921 года.

## Реакция
В Польше договор был расценен как большой успех польской дипломатии на фоне усиливающейся таможенной войны с Германией, всеобщим отречением от системы Версальского договора и слабеющих связей с Францией. Этот договор также придал сил польско-германским переговорам, в результате которых спустя 18 месяцев был заключён Польско-германский пакт о ненападении.

## Прекращение действия договора
После продления в 1934 году срока действия Договора о ненападении до 31 декабря 1945 года СССР встал на путь конфронтации с Польшей во время Второго Судетского кризиса. Советский Союз в то время выдвинул свои войска к западным границам, демонстрируя готовность встать на защиту суверенитета Чехословакии. 23 сентября 1938 года СССР послал ноту Польше, где заявил, что любая попытка последней оккупировать часть Чехословакии аннулирует договор. Однако, во-первых, согласно 2-й статье протокола к советско-чехословацкому договору, СССР мог прийти на помощь только в том случае, если первой то же сделает Франция. Во-вторых, общей границы с Чехословакией у СССР тогда не было. Несмотря на угрозы со стороны СССР, Польша оккупировала и присоединила к себе Тешинскую область. Однако советское правительство решило не разрывать договор, и 31 октября официально подтвердило, что он продолжает действовать. Это же было сказано в совместном заявлении от 27 ноября 1938 года.
Актом, противоречащим всем соглашениям, связывающим Польшу и СССР, был секретный протокол к пакту Молотова — Риббентропа от 23 августа 1939 года, заключённый между Германией и СССР, который предусматривал фактическую ликвидацию Второй Речи Посполитой Третьим Рейхом и СССР. 17 сентября 1939 года польскому послу в СССР В. Гжибовскому была зачитана нота «о внутренней несостоятельности польского государства», которую посол отказался принять.
Утром того же дня войска РККА вторглись на польскую территорию.